# Saidur Rahman Dawn
Saidur Rahman Dawn (18 gennaio 1963) è un ex velocista bangladese.

## Biografia
Presentato come "l'uomo più veloce del Bangladesh", fu designato come unico rappresentante del suo paese ai Giochi olimpici di Los Angeles 1984, in occasione della prima partecipazione del Bangladesh ai Giochi olimpici. In quell'edizione dei Giochi prese parte alle gare dei 100 e dei 200 metri, venendo eliminato nelle batterie.